# Tunlichkeitsgrenze
Die Tunlichkeitsgrenze (Tun|lich|keit) bezeichnet im österreichischen und liechtensteinischen Recht die Grenze zwischen der Wiederherstellung des verursachten Schadens (Naturalrestitution) und der Zuerkennung eines (in der Regel finanziellen) Ersatzes (Angemessenheitsgrenze, Verhältnismäßigkeitsgrenze, Zweckmäßigkeitsgrenze).
Grundsätzlich ist nach deutschem, österreichischem und liechtensteinischem Recht der vorherige Zustand wiederherzustellen (Naturalrestitution). Ist dies nicht möglich oder „tunlich“, ist in Österreich bzw. Liechtenstein angemessener Ersatz zu leisten. Der Ersatz orientiert sich dabei am Zeitwert des Gegenstandes zum Zeitpunkt des Schadenseintrittes.
Der Naturalersatz ist jedenfalls untunlich, wenn das Interesse des Schädigers z. B. am Geldersatz größer ist als das Interesse des Geschädigten am Naturalersatz. Diese Grenze ist fließend und kann z. B. auch vom Verschulden des Schädigers abhängig sein. Ebenfalls untunlich ist, wenn der Naturalersatz nur mit besonderen Schwierigkeiten möglich ist (z. B. Naturalersatz einer geschnittenen Hecke, Naturalersatz von gebrauchten Autoreifen oder von unvertretbaren Sachen).
Die Tunlichkeitsgrenze liegt in der Regel nach österreichischer Rechtsprechung jedenfalls dann vor, wenn der tatsächliche Vermögensnachteil die Wiederbeschaffungskosten bei KFZ-Reparaturen um ca. 10 % übersteigen würde, sofern nicht besonders berücksichtigungswürdige Gründe vorliegen (z. B. bei Oldtimer, Antiquitäten, Einzelstücken etc.).

## Ausnahmen
Keine Tunlichkeitsgrenze gibt es bei Sachen, die keinen Verkehrswert bzw. Marktwert haben. Auch hinsichtlich des menschlichen Körpers (Körperverletzung) oder der Gesundheit kann keine Tunlichkeitsgrenze geltend gemacht werden. Hinsichtlich Tieren bestehen zum Teil Sonderbestimmungen.